# Créchy
Créchy é uma comuna francesa na região administrativa de Auvérnia-Ródano-Alpes, no departamento Allier. Estende-se por uma área de 11,73 km². Em 2010 a comuna tinha 455 habitantes (densidade: 38,8 hab./km²).